# 巴鲁阿特大桥
巴鲁阿特大桥（西班牙語：Puente Baluarte），官方正式名称：巴鲁阿特二百周年纪念大桥（西班牙語：Puente Baluarte Bicentenario），是一座位于墨西哥的斜拉桥，连接锡那罗亚州康科迪亚和杜兰戈州新普韦布洛，墨西哥40号联邦公路经过该桥。
巴鲁阿特大桥全长1,124米，主跨520（1,706英尺），桥面距谷底高度为403.4（1,323英尺），建成时曾是世界上桥面高度最高的斜拉桥，以及世界上桥面高度第二的桥梁（仅次于中国的四渡河大桥）。同时，巴鲁阿特大桥超越了主跨482.5米的美国约翰·詹姆斯·奥杜邦大桥，成为北美洲主跨最长的斜拉桥。
大桥于2008年开始修建，于2012年1月举行了竣工典礼，历时4年，耗资1.59亿美元。巴鲁阿特大桥成为墨西哥北部连接大西洋沿岸与太平洋沿岸新建公路的重要组成部分，大大缩短了杜兰戈州到马萨特兰的行车时间。